# Brachylomia discinigra
Brachylomia discinigra là một loài bướm đêm trong họ Noctuidae.